# 終結
| ウィキペディアには「終結」という見出しの百科事典記事はありません（タイトルに「終結」を含むページの一覧/「終結」で始まるページの一覧）。 代わりにウィクショナリーのページ「終結」が役に立つかもしれません。 |